# Charles W. Fairbanks
Charles Warren Fairbanks (Unionville Center, 11 maggio 1852 – Indianapolis, 4 giugno 1918) è stato un politico statunitense, membro del Partito Repubblicano. Fu Vicepresidente sotto la presidenza di Theodore Roosevelt dal 1905 al 1909.
Il 27 dicembre 1904 fu creato massone a vista nella Loggia Oriental N. 500 di Indianapolis e raggiunse il 32º grado del Rito scozzese antico ed accettato.
A lui nel 1902 fu intitolata la città di Fairbanks, in Alaska.